# Nāḩiyat Markaz Tallkalakh
Nāḩiyat Markaz Tallkalakh (arabiska: ناحية مركز تلكلخ) är ett subdistrikt i Syrien.   Det ligger i provinsen Homs, i den västra delen av landet, 130 km norr om huvudstaden Damaskus.
Trakten runt Nāḩiyat Markaz Tallkalakh består till största delen av jordbruksmark. Runt Nāḩiyat Markaz Tallkalakh är det ganska tätbefolkat, med 90 invånare per kvadratkilometer.